# Late Night Venture
Late Night Venture ist eine dänische Post-Rock-/Post-Metal-Band aus Kopenhagen. Die Band und hat bislang drei Studioalben veröffentlicht.

## Geschichte
Die Band wurde im Jahre 2005 vom Gitarristen Søren Hartvig gegründet. Weitere Gründungsmitglieder waren Jens Back (Bass), Jonas Qvelsel (Keyboard) und Peter Sørensen (Schlagzeug). Ein Jahr später veröffentlichte die Band über Quatermain Records ihr selbstbetiteltes Debütalbum, das von Jonas Jørgensen produziert wurde. Es folgten die EP Illuminations im Jahr 2010 und die Single Birmingham im Jahr 2011. Zwischenzeitlich verließ Schlagzeuger Peter Sørensen die Band und wurde durch Peter Falk ersetzt.
Im Jahre 2012 veröffentlichte die Band ihr zweites Studioalbum Pioneers of Spaceflight über Target Records. Das Album bildete den Auftakt zu einer Albumtrilogie zum Thema Weltraum und wurde von Magnus Lindberg, dem Schlagzeuger der Band Cult of Luna produziert. Es folgten zahlreiche Konzerte in Europa. Im Jahre 2015 verließ der Gitarrist Peter Olsen die Band und wurde durch Michael Schilling ersetzt. Late Night Venture veröffentlichten im Oktober 2015 ihr drittes Studioalbum Tychonians. Das Album wurde von Lasse Ballade produziert. Der Titel bezieht sich auf den dänischen Astronomen Tycho Brahe.

## Stil
Die Band spielte auf ihrem ersten Album noch Indie-Rock und änderte den Stil mit dem zweiten Album Pioneers of Spaceflight hin zum Post-Rock und Post-Metal. Das dritte Album Tychonians enthält Elemente aus den Stilen Doom Metal, Sludge und Stoner Rock.

## Diskografie

### Alben
- 2006: Late Night Venture
- 2012: Pioneers of Spaceflight
- 2015: Tychonians

### Sonstige
- 2010: Illuminations (EP)
- 2011: Birmingham (Single)